# ГЕС Байюнь
ГЕС Байюнь (кит.: 白云水电站) — гідроелектростанція у центральній частині Китаю в провінції Хунань. Входить до складу каскаду на річці Ушуй, правій притоці Юань, яка впадає до розташованого на правобережжі Янцзи великого озера Дунтін. При цьому варто відзначити, що також існує каскад на іншій річці з назвою Ушуй, котра є лівою твірною тієї самої Юань (до нього зокрема відноситься ГЕС Mǎngtángxī).
В межах проекту річку перекрили кам’яно-накидною греблею із бетонним облицюванням висотою 120 метрів та довжиною 199 метрів. Вона утримує водосховище з об'ємом 360 млн м3 та припустимим коливанням рівня поверхні між позначками 505 та 540 метрів НРМ. 
Пригреблевий машинний зал обладнали трьома турбінами типу Френсіс потужністю по 18 МВт (за іншими даними – по 16 МВт), які забезпечують виробництво 110 млн кВт-год електроенергії на рік.